# 黑店狂想曲
《黑店狂想曲》（法語：Delicatessen）由馬克·卡羅及尚-皮爾·桑里導演，是1991年法国黑色喜剧電影。
故事背景設定在第二次世界大戰後，經濟蕭條、物資困頓年代，影片讲述城市边区的一家肉店，屠夫以铁腕执掌着店铺大权。他向当地所有居民提供人肉。一天，前馬戲團小丑路易松来到这里。屠夫雇他当打杂的伙计，同时打算随时将其杀害。屠夫的女儿朱莉爱上了路易松。这时反对肉食店的“穴居人”频频派突击队出来偷袭。在杀了培皮奥卡奶奶并将其切成一片片的肉之后，屠夫又去攻击路易松。路易松和朱莉逃进浴室，并制造一场水灾，淹没了部分来犯者。后来，屠夫想殺害路易松不成，反倒意外自己死亡，路易松和朱莉获得了自由。

## 登場人物
- 多明尼克·皮儂 飾演 路易松
- 瑪麗-蘿兒·道尼亞 飾演 茱莉·克萊佩
- 尚-克勞德·德雷弗斯 飾演 克萊佩
- 卡琳·維亞爾 飾演 普魯斯小姐
- 提奇·霍爾加多 飾演 馬賽爾·塔皮歐卡
- 伊蒂特·克 飾演 奶奶
- 魯佛斯 飾演 羅伯爾·庫伯
- 賈克·馬索 飾演 羅傑
- 霍華·維儂 飾演 青蛙人
- 馬克·卡羅 飾演 福克斯

## 外部連結
- 互联网电影数据库（IMDb）上《黑店狂想曲》的资料（英文）
- AllMovie上《黑店狂想曲》的资料（英文）